# SPK (バンド)
SPK(エスピーケー)とは1978年にオーストラリア・シドニーで結成された音楽グループである。初期のノイズ・インダストリアル音楽に多大な影響を与えたグループである。

## プロフィール
シドニーの精神病院に勤務していた看護人のグレアム・レベルと、彼の患者であったニール・ヒルが1978年に結成した。
1980年代にはさまざまなインダストリアル・ノイズ系のアーティストが世界中で活躍したが、このSPKの登場はまさに「本物」である狂気を見せつけたという点で、今日でも「伝説」として語られるグループである。歌詞は「死」「狂気」「戦争」「絶望」などをテーマとしたネガティヴな作品ばかりであり、サウンドの方もテープ操作や金属音・破壊音などを用いておおいに歪んだ編集をされており、同時代の音楽にはまったく見られなかったスタイルであった。
グループ名はドイツのハイデルベルク大学に存在した"Sozialistisches Patientenkollektiv"(「社会主義患者集団」)に由来するが、"Information Overload Unit"では"System Planning Korporation"、グループ解散後に発売された初期シングル集である"Auto Da Fe"では"SePpuKu"と表記されていることから、言葉遊びという一面も見られる。一般的には"SPK"という略称が用いられた。
グレアムはもともとフレンチ・ホルンとピアノを演奏することができ音楽の素養があったため、このグループではキーボード等を担当し、ニールは主にボーカルを担当し、当時「Sekret Sekret」というグループで活動していたデヴィッド・ヴァージンとダニー・ルーモアの4人で、1979年には数枚のシングルを発表した。
1980年になるとデヴィッドとダニーは脱退し、グレアムとニールの仲違いによりグレアムはロンドンでレコーディングを進め、ニールはオーストラリアで活動していった。グレアムはアルバムの制作のために、マイク・ウィルキンス(ギター担当)とトーン・ジェネレーター(シンセサイザー担当)、そしてグレアムの弟であるミスター・クリーン(本名は「アシュリー・レベル」)をメンバーとし、インフォメーション・オーバーロード・ユニットを発表。
その頃ニールはオーストラリアでSPKとして活動しており、1枚のシングルを発表した。この頃はロンドンとオーストラリアで2つのSPKがあった事となる。
1982年、ニールはグレアムと再度活動し、ドラム、パーカッション担当のジェームス・ピンカーの3人で、Leichenschreiを発表。その後ライブ公演を何度か行い、一部の公演は映像に収められ、「Despair」というタイトルでビデオとして発売された。「Leichenschrei」をリリースするまでの間はニール・ヒルのアイデアを作品としてまとめることができた。しかし、グループの音楽性に相違が生じ、ニールはグループを去ることとなった。グレアムはニール脱退後もSPKとしてライブを行っていた。
ニールはその頃、オーストラリアで「KPS」というグループを結成したが、1984年にニールが自殺することにより、当然彼がKPSを活動する事もSPKに復帰する事もあり得なくなったわけだが、グレアムは女性ボーカルのシーナンを加え、よりポップな方向性に転換し、ワーナーから
Machine Age Voodooを発表し、それまでのノイズを主体とした曲を全く演奏せず、古くからのSPKのファンはこの音楽性の変化に戸惑うばかりであった。それからもメンバーを入れ替えたり、いくつかのアルバムを発表していったが、ニールという音楽概念の中心を失ったグループは求心力を失い、やがて解散することとなる。
なお、それ以降のグレアム・レベルは、多数のハリウッド映画においてサウンドトラックを作成・担当しており、音楽界で成功を収めている。
ニール・ヒルの自殺について、精神病患者というプロフィールや音楽性から、数多くのネガティブでダークな噂や憶測をされているが事実とは異なる。実際は「恋人に先立たれて後追い自殺した。」という、まるで純愛ドラマのような理由であることをグレアムは語っている。(ペヨトル工房の『銀星倶楽部14 オルタネイティブ・ミュージック』参照。)　恋人の死亡原因はダイエット薬の過剰摂取だった。
シンコーミュージックから1984年に出版された水上はるこ著『青春するロンドン』に当時の生のSPKの様子が詳しく掲載されている。水上はるこは当時Some Bizzareなどのインディーズ・レーベルに出入りしており、SPKをはじめ、当時ロンドンで活動していたインダストリアル系やニューウェーブ系アーティストの周辺にいた者でしか知り得ないような情報をこの本の中で多数紹介している。

## メンバー
1978年
- EMS AKS(グレアム・レベル)　シンセサイザー、ボイス、テープ
- Ne/H/il(ニール・ヒル)　EMS synthi AKS、ボーカル、リズム、テープ
- Danny Rumour　ギター
- David Virgin　ベース
- Mark Boswell　ドラム

1980年～1981年
- Operator(グレアム・レベル)　シンセサイザー、リズム、治療、ボーカル
- Wilkins(マイク・ウィルキンス)　ギター、ベース、テープ、ボーカル
- Tone Generator　シンセサイザー、治療
- Mr.Clean　テクニシャン

1981年
グレアムはアメリカで活動していたが、ニールはこの時期オーストラリアで活動していたため、2つのSPKがあった事になる。
- Kitka　ボーカル
- Sushi(マーガレット・ヒル)　ボーカル
- Charlyiev(Paul Charlier) ギター、ベース、シンセサイザー、ボイス
- Skorne(ニール・ヒル)　EMS synthi AKS、リズム、ベース、治療

1982年
- Oblivion(グレアム・レベル)　シンセサイザー、リズム、テープ、ボーカル
- Ne/H/il　リズム、テープ、治療、ボーカル
- Pinker(ジェームス・ピンカー)　ドラム、メタル・パーカッション

ライブのみの参加
- TV Generator
- Karel van Bergan
- Dominik Guerin
- John Murphy
- Brian Williams

1983年
- Sinan(シーナン・レオン)　ボーカル
- Graem Revell　シンセサイザー、メタル・パーカッション
- Derek Thompson　トランペット、キーボード、メタル・パーカッション

1984年
- Sinan　ボーカル
- Graem Revell　シンセサイザー
- Mary Bradfield-Taylor　バッキング・ボーカル
- Sam McNally　シンセサイザー
- Jeff Bartolomei　シンセサイザー

1985年
- Sinan　ボーカル
- Graem Revell　シンセサイザー

1986年
- Sinan　ボーカル
- Graem Revell　シンセサイザー、チェロ、コンピューター
- Jan Thornton　ボーカル

1987年
- Graeme Revell シンセサイザー、プログラミング、ボイス
- Sinan　ボーカル
- Karina Hayes　ボーカル

## グループ名
- SPK
- Surgical Penis Klinik
- SoliPsiK
- System Planing Korporation
- Sozialistisches Patienten Kollektiv
- Socialistisches Patienten Kollektiv
- SepPuKu
- S.P.K.

## アルバム
- Information Overload Unit (1981年)
- Leichenschrei (1982年)
- Auto Da Fe (1983年)
- Machine Age Voodoo（1984年）
- Zamia Lehmanni: Songs of Byzantine Flowers (1986年)
- Digitalis Ambigua: Gold & Poison (1987年)
- Oceania (1988年)

## シングル
- No More/Kontakt/Germanik(1979年）
- Factory/Retard/Slogun(1979年）
- Mekano/Kontakt/Slogun(1979年）
- Surgical Penis Klinik - Meat Processing Section(1980年）
- SoliPsiK - See-Saw/Chambermusik(1981年）
- SepPuKu - Dekompositiones(1983年）
- Metal Dance(1983年）
- Junk Funk(1984年）
- Flesh And Steel(1985年）
- In Flagrante Delicto(1986年）
- Off The Deep End(1987年）
- Breathless(1987年）

## 注
1. ↑  シーナンは「Leichenschrei」にボーカルとして参加した経験がある。
2. ↑  2ちゃんねるなどネット上では、ニールが生前に日本を訪れ好感をもったことがきっかけで、日本で「SanPaKugan」として活動する予定だったという話が通説として語られている。